# Carlos Mesa
Carlos Diego Mesa Gisbert (La Paz, 12 de agosto de 1953) é um político boliviano. Foi presidente da Bolívia de 17 de outubro de 2004 até 9 de março de 2005, depois de ter sido vice-presidente de Gonzalo Sánchez de Lozada. Mesa assumiu o posto após protestos generalizados e greves que pararam a Bolívia, forçando Sánchez de Lozada a renunciar e abandonar o país.
Antes da política, Mesa era conhecido pela carreira profissional como jornalista. Ele trabalhou extensivamente em rádio, televisão, mídia impressa e cinema.

## Biografia
Filho de José Mesa Figueroa e Teresa Gisbert Carbonell, ambos renomados arquitetos, museólogos e historiadores da arte, Mesa concluiu seus estudos secundários nas escolas San Calixto de Següencoma em La Paz e San Estanislao de Kotska em Madri. Iniciou a graduação em Ciência Política na Universidade Complutense de Madrid em 1970, e três anos depois retornou a La Paz para ingressar na Universidade Mayor de San Andrés (UMSA), onde se graduou em Letras em 1978.
Em 1976, ainda estudante da UMSA, foi um dos fundadores da Cinemateca Boliviana, da qual foi presidente até 1985 e membro do Conselho Diretor a partir de então. No rádio, destacou-se como produtor e apresentador de programas culturais e noticiários. Em 1980, casou-se com Elvira Salinas Gamarra, com quem teve dois filhos.
Em 1982, Mesa deu o salto para a televisão e jornais diários, onde ganhou ampla notoriedade e consolidou-se como repórter e analista político. Foi editor adjunto do jornal Última Hora até 1983, quando estreou como entrevistador e comentarista de televisão no programa De Cerca. Também apresentou o programa Diálogos en Vivo na Televisão Universitária de La Paz (Canal 13). Na mídia impressa, trabalhou como colunista de política geral e crítico de cinema para vários jornais.
Na segunda metade da década de 1980, Mesa dirigiu as redes América Televisión (Canal 6) e Telesistema Boliviano (Canal 2), atuais Bolivisión e Unitel, respectivamente, bem como os serviços de notícias da rede ATB. Em 1990, juntamente com outros colegas, fundou a empresa Periodistas Asociados de Televisión (PAT), dedicada à produção de programas e serviços para a televisão. Esta empresa alcançou grande prestígio na área e, em 1998, em parceria com vários jornais para os quais Mesa havia sido colaborador, deu origem à Rede de Televisão PAT. O jornalista foi o diretor-geral de ambas as entidades por doze anos, bem como o apresentador do principal programa de notícias desta última.
Também foi responsável pela produção de muitos documentários sobre a história nacional, para lançamentos em televisão e vídeo. Como ensaísta, escreveu sobre política contemporânea, cinema e futebol. Membro da Sociedade Histórica Boliviana, consultor da Federação Boliviana de Futebol e papéis de liderança no clube de futebol Always Ready, em El Alto. Seu trabalho jornalístico lhe rendeu diversos reconhecimentos, incluindo o Prêmio Internacional de Jornalismo Rei da Espanha, recebido em 1994 pela agência de notícias EFE pela reportagem televisiva "¿Por qué Paz Zamora?". e o Prêmio de Jornalismo da Fundação Manuel Vicente Ballivián em 2000.

## Política
Desde a década de 1980, Mesa recusou ofertas de vários partidos para concorrer a vice-presidente, prefeito de La Paz ou senador. 
No início de 2002, Mesa, desfrutando de renome e popularidade, foi convidado por Gonzalo Sánchez de Lozada, líder do partido conservador Movimento Nacionalista Revolucionário (MNR) e ex-presidente da República, para se juntar à sua chapa presidencial para as eleições gerais. Com seu aceite, a candidatura eleitoral exigia a interrupção de suas aparições em estúdios de televisão. Em 30 de junho de 2002, a chapa Sánchez de Lozada-Mesa venceu as urnas com maioria relativa dos votos, 22,5%. Como nenhum candidato atingiu o limite de 50% no voto direto, o Congresso teria que decidir se proclamaria o presidente. Juntando os votos dos congressistas do MNR e seu aliado eleitoral, o Movimento Bolívia Livre (MBL), os do Movimento de Esquerda Revolucionária (MIR), a União Solidária Cívica (UCS) e a Ação Democrática Nacionalista (ADN), Sánchez de Lozada foi empossado em 4 de agosto e dois dias depois eles assumiram seus cargos. O governo de coalizão de quatro partidos foi formado com a incorporação de membros do MIR e da UCES.
As crises político-sociais do país se agravaram em 2003, levaram à chamada Guerra do Gás, com protestos, confrontos e mortes. Quando, em 13 de outubro, 28 pessoas foram mortas em um protesto, Mesa rompeu o silêncio institucional e anunciou que havia decidido retirar seu apoio ao presidente "porque os eventos se desenrolam ininterruptamente a um custo em vidas humanas que minha consciência como ser humano, como vice-presidente e como homem comprometido com a ética não pode tolerar". A perda da maioria parlamentar, aliada à condenação massiva nas ruas, deixou Sánchez de Lozada sem outra escolha a não ser renunciar. Na noite de 17 de outubro, os parlamentares bolivianos aceitaram a renúncia e empossaram Mesa como presidente da Bolívia. Ele assumiu dois dias depois.

### Presidência
Os líderes do protesto decidiram conceder a Mesa espaço e tempo. Seu governo era composto exclusivamente por figuras apolíticas — um fato sem precedentes desde a restauração da democracia — com uma abundância de ex-funcionários públicos e políticos progressistas da geração do presidente. Mesa garantiu o apoio da comunidade internacional, até dos Estados Unidos. Em seu curto mandato, ele tentou implementar uma agenda de reformas populares e manter uma trégua social frágil. Conseguiu a aprovação de um referendo sobre política energética e exportação de gás.
Determinado a manter a precária harmonia nacional baseada no diálogo, o governo Mesa tentou contemporizar com todos os setores por meio de avanços e retrocessos em suas decisões e com a apresentação e retirada de projetos de lei na Câmara dos Deputados. A paz social não durou muito. Até as eleições municipais de 5 de dezembro de 2004, que fizeram do Movimento para o Socialismo (MAS), de Evo Morales, o maior partido do país, Mesa enfrentou novos protestos de rua, uma série perturbadora de ataques a bomba e a acusação de Morales de que as Forças Armadas e a Embaixada dos Estados Unidos estavam preparando um golpe de estado reacionário.
Em 10 de janeiro de 2005, Mesa alertou que, se a campanha de protestos, que incluiu greves por tempo indeterminado e bloqueios de estradas, degenerasse em violência, o país certamente esperaria sua renúncia. Em 22 de janeiro, Mesa, sobrecarregado pela crescente insatisfação, instou a população a "se comprometer com a unidade da Bolívia" e afirmou sua firme determinação de concluir seu mandato em 2007. No final do mês, cedeu, decretando a eleição por sufrágio universal dos nove prefeitos departamentais para 12 de junho e comprometendo-se a estabelecer um estado autônomo. Em 21 de fevereiro, propôs a realização de um plebiscito, em data não especificada, que abrangeria simultaneamente um referendo sobre a autonomia, a eleição de prefeitos e a eleição de membros da Assembleia Constituinte. O presidente não via com bons olhos a reforma da organização territorial do estado, que se antecipasse à reforma constitucional.
Em 6 de março, como nenhuma das frentes de protesto (autonomistas de Santa Cruz, moradores de El Alto, cocaleiros de Cochabamba, indígenas do Altiplano) havia se acalmado, Mesa compareceu perante a nação para anunciar a entrega de sua carta de renúncia ao Congresso. O presidente reclamou que os sindicatos e outros grupos sociais, com seus protestos e boicotes, o estavam impedindo de trabalhar e dificultando o desenvolvimento econômico da Bolívia. Ele culpou especificamente Morales e Mamani pelo clima de tensão e paralisia que o país vivia, por terem ordenado a seus seguidores que bloqueassem as vias de comunicação e transporte em todo o país, com particular intensidade em La Paz, El Alto e Sucre. Pesquisas recentes indicavam que Mesa tinha o apoio de 60% da população, assim, uma multidão se reuniu a seu favor.
Em 9 de março, com a autoexclusão do MAS, os principais grupos do Congresso (MNR, MIR, NFR) concederam a Mesa o acordo de governo que ele solicitou, e a Câmara rejeitou sua renúncia por unanimidade. Foi um dia de triunfo para o presidente, que viu milhares de pessoas se manifestarem em seu apoio e contra os bloqueios. No entanto, a trégua do presidente durou pouco. Morales, ignorando o apelo ao diálogo, recusou-se a ordenar a seus apoiadores que levantassem os bloqueios até que o Congresso aprovasse a nova Lei de Hidrocarbonetos. Em 15 de março, em outro discurso televisionado e mostrando renovados sinais de desânimo, o presidente anunciou que estava apresentando um projeto de lei ao Congresso para antecipar as eleições gerais presidenciais e legislativas para 28 de agosto deste ano. Devido ao agravamento da crise política e social, ele não se sentia capaz de completar os dois anos restantes de seu mandato. E se o Congresso não o apoiasse, ele renunciaria imediatamente.
No dia 16, a Câmara finalmente aprovou a Lei de Hidrocarbonetos nos termos gerais decididos em outubro: 32% da receita estadual provenientes de impostos e outros 18% de royalties. Imediatamente depois, Morales, embora não totalmente feliz, anunciou uma "pausa nos protestos". A disputa pelo petrólo e gás continuou no Senado. Em 17 de março, a Câmara dos Deputados rejeitou o plano presidencial de antecipação das eleições. Perdida a batalha, Mesa, no dia 18, não sem suscitar todo tipo de especulação ao se reunir em seu gabinete com a cúpula militar e policial, e depois com a alta hierarquia eclesiástica, retratou-se: permaneceria no cargo e pretendia servir até a transição institucional de 2007.
Em 29 de abril de 2005, o Senado aprovou a Lei de Hidrocarbonetos, mas não sem introduzir emendas corretivas de última hora que não satisfizeram nem o Poder Executivo, nem os setores econômicos, nem a oposição política e social. Em 5 de maio, a Câmara dos Deputados ratificou o texto revisado por maioria absoluta. Cinco dias depois, Mesa anunciou que não tinha intenção de promulgar uma lei "que sirva de instrumento para dividir a Bolívia" e convocou uma reunião multissetorial para discutir uma nova lei e abrir caminho para o referendo sobre autonomia e a convocação da Assembleia Constituinte. Críticas e protestos contra o governo seguiram-se. Um dos críticos foi Hormando Vaca Díez, que, como presidente do Congresso, sancionou a lei em 17 de maio, duas horas após o texto ter sido devolvido a ele por Mesa, que havia esgotado o prazo de 10 dias concedido pela lei. A pressão sobre o presidente intensificou-se a níveis sem precedentes.
Em 3 de junho, encurralado, Mesa fez uma última tentativa de neutralizar o confronto por meios exclusivamente políticos, decretando a convocação de eleições para a Assembleia Constituinte e o referendo vinculativo sobre a autonomia para 16 de outubro. Contrariando sua intenção, os líderes do protesto responderam com uma intensificação de bloqueios de estradas e mobilizações em todo o país. Por sua vez, os líderes do Comitê Cívico de Santa Cruz, determinados a realizar seu referendo unilateral sobre a autonomia em 12 de agosto, e organizações empresariais do leste da Bolívia acusaram o presidente de usurpar funções parlamentares. Em La Paz, a escassez de alimentos e combustíveis começou a ser sentida. Nessas circunstâncias, na noite de 6 de junho de 2005, Mesa anunciou sua renúncia irrevogável à nação.
Como Vaca Díez, com o apoio de alguns partidos, expressou sua firme disposição de exercer seu direito constitucional à sucessão, e como essa decisão encontrou a rejeição categórica dos líderes da oposição, que previram uma convulsão social de consequências incalculáveis se tal movimento ocorresse, o presidente renunciante implorou ao chefe do Congresso que fizesse o "gesto" de renunciar ao seu mandato como presidente constitucional porque era "hora de parar de apostar na loucura", porque era preciso evitar o "derramamento de sangue" e porque o país estava "à beira de uma guerra civil".
Até 9 de junho, parecia que Vaca Díez e seus colegas legislativos ignorariam o coro de advertências e exortações que recebiam. Mas, naquela mesma noite, os congressistas, reunidos na Casa da Liberdade em Sucre, decidiram sobre o resultado exigido pelos movimentos populares e pela Mesa, e também abraçado, no interesse da paz social, pelas Forças Armadas e pela Igreja Católica: que o cargo de magistrado máximo seria concedido ao presidente do Supremo Tribunal de Justiça, Eduardo Rodríguez Veltzé. Momentos após aceitar as renúncias de Mesa, Vaca Díez e Mario Cossío de seus respectivos cargos institucionais, o Congresso nomeou Rodríguez Veltzé como presidente constitucional da República.

### Pós-presidência
Mesa retomou vigorosamente todas as atividades profissionais que havia suspendido em 2002. Também deu aulas em universidades do país, incluindo a Universidade Maior de San Andrés e a Universidade Católica Boliviana São Paulo, e em várias outras no exterior.
Em 2007, Mesa lançou a Fundação Comunitária, dedicada, em suas palavras, a "contribuir para o fortalecimento das instituições democráticas e dos direitos humanos" na Bolívia. Paralelamente, integrou a Academia Boliviana de História e a Sociedade Histórica Boliviana, participou ativamente do Clube de Madri dos Ex-Presidentes e ministrou aulas e seminários em universidades e institutos da América Latina e da Espanha. Em 2009, abriu seu blog online e, em 2017, lançou o site da Biblioteca Virtual Carlos Mesa, repleto de sua extensa obra escrita e em vídeo.
Mesa se tornou um forte crítico do partido governista por sua estreita aliança com o chavismo venezuelano, seus "déficits de gestão", seu estilo "caudilhista" e "autoritário" e seu tom "polarizador" e "confrontacional". Em março de 2010, o jornalista assinou uma declaração conjunta com os ex-presidentes Rodríguez Veltzé e Jorge Quiroga, bem como com o ex-vice-presidente Víctor Hugo Cárdenas, repudiando a Lei de Julgamento de Altas Autoridades - Julgamento de Responsabilidades.
Em 28 de abril de 2014, o presidente Evo Morales anunciou a nomeação de Mesa como membro da equipe da Diretoria Estratégica da Reivindicação Marítima (DIREMAR). Conforme descrito pelo presidente, a tarefa de Mesa seria representar a reivindicação marítima da Bolívia em todos os fóruns internacionais, apresentando as bases legais e históricas da reivindicação do país contra o Chile, pela qual havia entrado com uma ação na Corte Internacional de Justiça.
No final de setembro de 2018, Mesa viajou para Haia para ouvir a decisão final da Corte. Em uma entrevista para o jornal chileno La Tercera, Mesa garantiu que "o povo boliviano está preparado para receber a decisão, independentemente de seu conteúdo" e instou ambos os países a cumprirem a decisão do tribunal. Em 1º de outubro de 2018, por uma votação de doze a três, o CIJ decidiu que o Chile não era obrigado a negociar o acesso soberano ao Pacífico com a Bolívia. Pouco depois, Mesa pediu aos bolivianos que "aceitassem a decisão, mesmo que pareça injusta". Ele instou o governo a respeitar a decisão e pediu que avançasse com uma nova política em relação ao Chile, com o entendimento de que não é obrigado a negociar.
Mesa anunciou em 6 de outubro de 2018, sua candidatura presidencial para as eleições de 2019 com o apoio da Frente de Esquerda Revolucionária (FRI). Ele delineou sua intenção de formar "um movimento cidadão" que quebraria "o ciclo esgotado" de mais de uma década de governo do MAS. O anúncio de Mesa foi saudado por vários grupos de oposição. Assim, ele liderou a Comunidad Ciudadana, uma coalizão política liberal para disputar as eleições.
Morales foi reeleito. Insatisfeito com os resultados, Mesa declarou que não reconhecia as eleições de 2019, embora posteriormente tenha solicitado um segundo turno eleitoral após a Organização dos Estados Americanos alegar evidências de fraude eleitoral nas eleições gerais bolivianas de 2019 e após um mês de protestos de alguns setores do país. Após vinte dias de manifestações contínuas e com seu controle sobre o país diminuindo, Morales, junto com seu vice-presidente, anunciou sua abdicação em 10 de novembro. Após uma série de renúncias subsequentes que esgotaram a linha de sucessão presidencial seguidas de dois dias de incerteza, a senadora da oposição Jeanine Áñez foi proclamada, primeiro, presidente do Senado e, por meio disso, presidente do Estado. Dois dias depois, Mesa deu seu apoio ao governo de transição, mas garantiu que sua aliança não participaria dele para concentrar sua atenção nas eleições que seriam convocadas em breve.
Em 24 de janeiro de 2020, Mesa escreveu em suas redes sociais: “Registramos a Aliança Comunitária Cidadã que participará das eleições de maio. Firmeza, convicção e certeza diante de um desafio que mais uma vez superaremos.” Após as eleições serem adiadas várias vezes em decorrência da pandemia da COVID-19, elas finalmente foram realizadas em outubro, nas quais foi derrotado pelo candidato do MAS, Luis Arce. Ele admitiu a derrota no dia seguinte à eleição e destacou a posição de sua coalizão como chefe da oposição na Assembleia Legislativa. Analistas atribuíram a derrota eleitoral de Mesa à natureza "passiva" de sua campanha. Devido à pandemia de COVID-19 , a campanha de Mesa permaneceu em grande parte virtual e não conseguiu alcançar os setores sociais. Ao mesmo tempo, fatores externos como a impopularidade do governo interino e a candidatura de Camacho, que desviou o apoio de Santa Cruz, contribuíram para a derrota de Mesa.

## Honras
Ao longo de sua carreira, Mesa recebeu diversas honrarias e prêmios, incluindo:
- 1987, Cruz de Oficial da Ordem do Mérito da República Federal da Alemanha
- 1990, Oficial da Ordem de Rio Branco, Brasil
- 2002, Grã-Cruz da Ordem pro Merito Melitensi, Ordem de Malta
- 2003, Grande Colar da Ordem do Condor dos Andes, Bolívia
- 2004, Doutor Honoris Causa da Universidade Autônoma de Beni, José Ballivián.
- 2004, Grã-Cruz com Diamantes da Ordem do Sol do Peru
- 2004, Grande Colar da Ordem de São Carlos, Colômbia
- 2005, Colar da Ordem da Águia Asteca, México
- 2012, Doutor Honoris Causa pela Universidade Autônoma de Encarnación, Paraguai

- 2012, Prêmio Nacional de Jornalismo da Bolívia[42]

## Obras selecionadas
- Mesa Gisbert, Carlos D. (1983). Presidentes da Bolívia: Entre Urnas y Fusiles (1ª ed.). La Paz: Editorial Gisbert.
- ——————————— (2008). Presidencia Sitiada: Memorias de mi Gobierno. La Paz: Plural Editores e Fundación Comunidad. ISBN 978-99954-1-122-0.
- ——————————— (2013). La Sirena y el Charango, Ensayo sobre el Mestizaje. La Paz: Editorial Gisbert e Fundação Comunidad. ISBN 978-99954-862-2-8.
- ——————————— (2014). Breve Historia de las Políticas Públicas en Bolivia. La Paz: Editorial Gisbert. ISBN 978-99954-862-9-7.
- ——————————— (2014). Solilóquio del Conquistador. La Paz: Editorial Edaf e Universidade das Américas Puebla. ISBN 978-84-414-3416-5.
- ——————————— (2016). La Historia del Mar Boliviano. La Paz: Editorial Gisbert. ISBN 978-99974-878-7-2.
- ——————————— (2017). Bolívia 1982–2006 Democracia. La Paz: Editorial Gisbert. ISBN 978-99974-917-3-2.